# Bupivacaína
La bupivacaina (DCI) es un anestésico local bloqueador de canales de sodio del tipo "amida" con metabolismo hepático como los demás agentes de este tipo. Su vida media es más larga que los demás anestésicos locales como también es mayor su cardiotoxicidad, por lo cual esta proscrita su administración endovenosa. Además, la infiltración subcutánea resulta muy dolorosa. La administración troncular o peridural debe limitarse al personal facultativo capacitado.
La bupivacaína es cuatro veces más potente que la lidocaína; su acción se inicia con más demora, pero dura más o menos 6 horas.
Se puede conseguir en frascos con concentraciones de 0,25% y 0,5% con o sin epinefrina. También hay ampolletas de 1.8 ml en concentraciones de 0.5% con epinefrina 1:200.000.
Se ha descrito su posible asociación con meningitis aséptica,

## Usos médicos
La bupivacaína está indicada para la infiltración local, el bloqueo de nervios periféricos , el bloqueo del nervio simpático y los bloqueos epidurales y caudales. A veces se usa en combinación con epinefrina para prevenir la absorción sistémica y extender la duración de la acción. La formulación al 0,75% (la más concentrada) se utiliza en bloque retrobulbar .Es el anestésico local más utilizado en la anestesia epidural durante el trabajo de parto, así como en el tratamiento del dolor posoperatorio.  Las formulaciones liposomales de bupivacaína han demostrado ser más efectivas para aliviar el dolor que las soluciones simples de bupivacaína.

## Contraindicaciones
La bupivacaína está contraindicada en pacientes con reacciones de hipersensibilidad conocidas a los anestésicos bupivacaína o aminoamida. También está contraindicado en bloqueos paracervicales obstétricos y anestesia regional intravenosa ( bloqueo de Bier ) debido al riesgo potencial de falla del torniquete y absorción sistémica del fármaco y posterior paro cardíaco . La formulación al 0,75% está contraindicada en la anestesia epidural durante el trabajo de parto debido a la asociación con un paro cardíaco refractario.